# P.C.R. Messina 1999-2000
La stagione 1999-2000 della P.C.R. Messina è stata la sesta in cui ha preso parte alla massima serie nazionale del campionato italiano femminile di pallacanestro.
La società messinese è arrivata 9ª in Serie A1 e ha partecipato ai play-off.

## Verdetti stagionali
Competizioni nazionali
- Serie A1:

stagione regolare: 9º posto su 14 squadre (10-16).
play-off: eliminata agli ottavi di finale da Varese (0-2).

## Rosa
| Giocatori |
| --------- |

| N° | Naz.                            | Ruolo | Sportivo            | Anno | Alt. |  |
| -- | ------------------------------- | ----- | ------------------- | ---- | ---- |  |
|    | Bosnia ed Erzegovina (bandiera) | C     | Razija Mujanović    | 1967 | 201  |  |
|    | Italia (bandiera)               | P     | Elisabetta Moro     | 1975 | 170  |  |
|    | Italia (bandiera)               | G     | Cristina Correnti   | 1972 | 178  |  |
|    | Stati Uniti (bandiera)          | A     | Latasha Byears      | 1973 | 180  |  |
|    | Italia (bandiera)               | AC    | Cristiana Federighi | 1976 | 180  |  |
|    | Italia (bandiera)               | P     | Sara Gaspari        | 1977 | 170  |  |
|    | Italia (bandiera)               | A     | Ester Pacchiano     | 1967 |      |  |
|    | Italia (bandiera)               | G     | Sabrina Sidoti      | 1971 | 174  |  |
|    | Italia (bandiera)               | P     | Francesca Latella   | 1982 | 177  |  |
|    | Italia (bandiera)               | G     | Consuelo Davì       | 1984 | 173  |  |
|    | Italia (bandiera)               |       | Silenti             |      |      |  |
|    | Italia (bandiera)               | G     | Stefania Gentiluomo | 1984 | 175  |  |
|    | Italia (bandiera)               | P     | Alessandra Magazzù  | 1982 | 164  |  |
|    | Italia (bandiera)               |       | Valeria Magnisi     |      |      |  |

## Statistiche
| Giocatrice | Gare | Punti | Minuti | Falli | Falli | Tiri da due | Tiri da due | Tiri da due | Tiri da tre | Tiri da tre | Tiri da tre | Tiri liberi | Tiri liberi | Tiri liberi | Rimbalzi | Rimbalzi | Palle | Palle | Assist | Val. |
| Giocatrice | Gare | Punti | Minuti | C     | S     | R           | T           | %           | R           | T           | %           | R           | T           | %           | O        | D        | P     | R     | Assist | Val. |
| ---------- | ---- | ----- | ------ | ----- | ----- | ----------- | ----------- | ----------- | ----------- | ----------- | ----------- | ----------- | ----------- | ----------- | -------- | -------- | ----- | ----- | ------ | ---- |
| Mujanovic  | 19   | 383   | 748    | 59    | 115   | 143         | 228         | 62,7        | 0           | 0           |             | 97          | 133         | 72,9        | 50       | 126      | 44    | 27    | 11     | 488  |
| Moro       | 27   | 348   | 912    | 78    | 92    | 74          | 149         | 49,7        | 40          | 120         | 33,3        | 80          | 103         | 77,7        | 15       | 54       | 70    | 46    | 26     | 255  |
| Correnti   | 28   | 344   | 1051   | 72    | 94    | 55          | 170         | 32,4        | 51          | 162         | 31,5        | 81          | 112         | 72,3        | 18       | 93       | 84    | 37    | 31     | 204  |
| Byears     | 17   | 336   | 622    | 54    | 89    | 132         | 264         | 50,0        | 3           | 12          | 25,0        | 63          | 107         | 58,9        | 46       | 78       | 58    | 31    | 11     | 294  |
| Federighi  | 15   | 114   | 519    | 38    | 39    | 28          | 59          | 47,5        | 7           | 22          | 31,8        | 37          | 51          | 72,5        | 19       | 33       | 31    | 13    | 9      | 98   |
| Gaspari    | 28   | 110   | 669    | 52    | 42    | 26          | 65          | 40,0        | 11          | 29          | 37,9        | 25          | 39          | 64,1        | 7        | 45       | 40    | 51    | 21     | 113  |
| Pacchiano  | 28   | 78    | 608    | 64    | 29    | 20          | 88          | 22,7        | 6           | 32          | 18,8        | 20          | 28          | 71,4        | 11       | 60       | 33    | 17    | 12     | 8    |
| Sidoti     | 8    | 26    | 203    | 23    | 12    | 6           | 20          | 30,0        | 3           | 10          | 30,0        | 5           | 12          | 41,7        | 5        | 10       | 8     | 3     | 3      |      |
| Latella    | 10   | 20    | 168    | 16    | 10    | 7           | 21          | 33,3        | 1           | 6           | 16,7        | 3           | 6           | 50,0        | 7        | 7        | 12    | 1     | 3      | -2   |
| Davi'      | 9    | 14    | 68     | 5     | 3     | 4           | 13          | 30,8        | 2           | 7           | 28,6        | 0           | 2           | 0,0         | 1        | 3        | 4     | 1     | 0      | -3   |
| Silenti    | 1    | 2     | 13     | 4     | 2     | 1           | 3           | 33,3        | 0           | 2           | 0,0         | 0           | 0           |             | 0        | 1        | 0     | 0     | 0      | -3   |
| Gentiluomo | 1    | 2     | 7      | 0     | 0     | 1           | 2           | 50,0        | 0           | 0           |             | 0           | 0           |             | 2        | 1        | 0     | 2     | 1      | 7    |
| Magazzu    | 3    | 0     | 10     | 0     | 0     | 0           | 1           | 0,0         | 0           | 0           |             | 0           | 0           |             | 0        | 1        | 1     | 2     | 0      | 1    |
| Magnisi    | 1    | 0     | 2      | 0     | 0     |             | 0           |             | 0           | 0           |             | 0           | 0           |             | 0        | 0        | 0     | 2     | 0      | 2    |